# Richard Stoltzman
Richard Leslie Stoltzman (nació el 12 de junio de 1942) es un  clarinetista estadounidense. Nacido en Omaha, Nebraska, pasó sus primeros años en San Francisco, California, y Cincinnati, Ohio, graduándose de Woodward High School en 1960. Actualmente, Stoltzman es parte de la lista de la facultad del Conservatorio de Nueva Inglaterra de la Universidad de Boston.
Stoltzman es quizá el clarinetista más conocido que toca música clásica europea. Ha tocado con más de 100 orquestas y con muchos grupos de cámara y en muchos recitales como solista. Stoltzman ha recibido numerosos premios y ha producido una extensa discografía. Su virtuosismo y musicalidad lo han hecho uno de los artista más codiciados. 
Aparte del repertorio clásico, Stoltzman también toca jazz. Algunas de sus grabaciones, como el disco New York Counterpoint, toca tanto jazz como música moderna. En 1983, Stoltzman le pidió al compositor y arreglista Clare Fischer que escribiera una sinfonía utilizando piezas de Duke Ellington y Billy Strayhorn. El resultado fue The Duke, Swee'pea and Me, una pieza orquestral con una duración de once minutos, la cual Stoltzman la llegó a presentar en todo el mundo.

## Primeros años y educación
El padre de Stoltzman, trabajó para "Western Pacific Railroad" y se mudó con su familia a San Francisco, California, justo después de que naciera Richard. El primer acercamiento de Stoltzman hacia la música se debió a su padre, un ávido fan de la música de big band. El padre de Stoltzman tocaba música de big bands de la década de 1940 en casa, en la radio y se presentaba en una banda de baile durante su tiempo libre. Stoltzman comenzó a estudiar clarinete a la edad de ocho años con un profesor en una escuela local, y empezó a tocar con su padre en la Orquesta de la escuela presbiteriana "Sewart Memorial United" los domindos y en funciones de la comunidad. Cuando Stoltzman cursaba secundaria, empezó a desarrollar técnicas de improvisación de jazz y disfrutaba "jammear" con su padre en casa. Benny Goodman fue su primer maestro de música y fue una gran influencia durante toda su carrera. Stoltzman le dijo a Allan Kozinn sobre el periódico New York Times, "Cuando tenía siete años... Encontré este hermoso objeto cilíndrico guardado en un estuche de piel. Disfrutaba mucho tocarlo... y vagamente recuerdo verlo colgar desde la ventana del segundo piso de mi casa. Esto me causó un gran revuelo ya que pertenecía a mi padre. Pero en vez de castigarme, decidió que yo estaba interesado en ese instrumento y por lo tanto me rentó un clarinete indestructible de metal para comenzar".
Stoltzman se graduó de una licenciatura en música y matemáticas, de la Universidad Estatal de Ohio. Después estudió con el profesor Keith Wilson en la Universidad de música de Yale, en donde realizó una maestría en música. También hizo un doctorado en la Universidad de Columbia. Stoltzman fue estudiante por mucho tiempo del maestro de pedagogía en clarinete, Kalmen Opperman, de Nueva York. Juntos fundaron Clarinet Summit, un encuentro internacional semi-regular de clarinetistas que ha existido desde la década de 1990. También ha grabado con el coro de clarinete de "Kalmen Opperman".

## Presentaciones y grabaciones
Stoltzman ha tocado como solista de numerosas sinfonías, en festivales de jazz internacionales y con músicos como Mel Tormé, George Shearing, Judy Collins, Woody Herman, Wayne Shorter, Chick Corea, Claude Bolling entre otros. Fue fundador del grupo de música de cámara TASHI en 1973. En 1993, se presentó en la serie de la BBC "Concerto!" Era el invitado especial con la Orquesta de la sociedad infantil en "Alice Tully Hall" del "Lincoln Center" en el 2004.  También ha dado recitales importantes en el "Carnegie Hall" y en "Hollywood Bowl".
Su discografía incluye aproximadamente 40 lanzamiento, muchos de ellos con el grupo TASHI. Stoltzman es caracterizado por su embocadura de doble labio, amplio vibrato y su habilidad para imitar en sonido de la voz humana con el clarinete. Combina estilo de jazz y música clásica y tradicional, creando así su propio estilo sin reglas.
En agosto de 1993, Stoltzman se presentó en "Concerto!", una serie de televisión de seis partes llevado a cabo por el anfitrión Dudley Moore, conductor Michael Tilson Thomas y la Orquesta sinfónica de Londres. "Concerto!", creada por los productores de la serie tan aclamada " Orquesta " con Moore y Sir Georg Solti, fue emitida por el canal "The Learning" y en el canal 4 de Inglaterra, y continúa siendo emitida a nivel mundial. El programa con Stoltzman ha sido elogiado por la crítica, al público le agrada, y fue el destinatario de un Premio Emmy en la categoría de Artes escénicas internacionales.

## Premios y reconocimientos
Premio Grammy a la Mejor Interpretación de Música de Cámara:
- Emanuel Ax, Yo-Yo Ma y Richard Stoltzman para Brahms/Beethoven/Mozart: tríos de clarinete (1996)
- Richard Goode y Richard Stoltzman para Brahms: Las sonatas para clarinete y piano, Op. 120 ([Premios Grammy de 1983|1983]])

Otros premios
- El 1 de septiembre del 2005, Stoltzman se presentó con la medalla Sanford de la escuela de música de Yale.[1]
- En 1986 fue el primer músico de instrumento de viento en haber ganado el premio "Avery Fisher".
- Formó parte de la Academia americana de las artes y ciencias, en el 2013.[2]